# ملریش‌اشتات
شهر ملریش‌اشتات (به آلمانی: Mellrichstadt) در ایالت بایرن در کشور آلمان واقع شده‌است.